# (34253) Nitya
2000 QH114 (asteroide 34253) é um asteroide da cintura principal. Possui uma excentricidade de 0.11234150 e uma inclinação de 3.26967º.
Este asteroide foi descoberto no dia 24 de agosto de 2000 por LINEAR em Socorro.